# Нова Тюрлема
Нова Тюрлема́ (рос. Новая Тюрлема, чув. Çĕнĕ Тĕрлемес) — присілок у складі Козловського району Чувашії, Росія. Входить до складу Тюрлеминського сільського поселення.
Населення — 251 особа (2010; 346 у 2002).
Національний склад:
- чуваші — 91 %